# 木戸口英司
木戸口 英司（きどぐち えいじ、1963年〈昭和38年〉8月21日 - ）は、日本の政治家。立憲民主党所属の参議院議員（2期）。岩手県議会議員（1期）、岩手県知事政務秘書、自由党幹事長代理・両院議員総会長・参議院国会対策委員長などを歴任。

## 来歴
岩手県花巻市生まれ。岩手県立花巻北高等学校卒業後、1年間の浪人生活を経て千葉大学法経学部経済学科に入学。大学卒業間際、就職が内定していたものの小沢一郎の事務所から誘いを受け、卒業後は同所に入所し、小沢の私邸に住み込んで秘書を務める。
2003年、岩手県議会議員選挙に自由党公認で花巻市選挙区から出馬し、初当選した。2007年の岩手県議会議員選挙に出馬したが、落選。落選後、岩手県知事に当選して間もない達増拓也に誘われ、達増の秘書に転じる。
2016年の第24回参議院議員通常選挙に際し、現職の主濱了参議院議員が家族の介護を理由に参院選不出馬、政界引退を表明。主濱の引退表明により、民進党は畑浩治、生活の党は木戸口の擁立を主張し、日本共産党も候補を擁立する構えを見せたが、3党による協議の結果、木戸口の擁立で一致。民進、生活、社民、共産4党の推薦を受けて無所属で出馬し、自由民主党新人の田中真一を破り当選した。選挙後の7月26日、生活の党と山本太郎となかまたちに入党し、同日に生活・社民両党は参議院で統一会派「希望の会」を結成した。8月1日、党両院議員総会で両院議員総会長ならびに参議院国会対策委員長に起用された。その後自由党への党名変更を経て2018年10月より党幹事長代理も兼任。
2019年4月26日に所属する自由党が国民民主党に合流したことに伴い、国民民主党所属となった。
2020年9月15日、旧立憲民主党・旧国民民主党などが合流し、新「立憲民主党」が結成される。木戸口も新党に参加。
2021年10月31日実施の第49回衆議院議員総選挙で立憲民主党は議席を「109」から「96」に減らし、11月2日、枝野幸男代表は引責辞任を表明。2代目の代表選挙（11月30日実施）では泉健太の推薦人に名を連ねた。
2022年7月10日実施の第26回参議院議員通常選挙で、自由民主党が擁立した弁護士の広瀬めぐみに敗れ、落選した。
同日夕方、発熱を訴え、翌11日に医療機関でPCR検査を受けた結果、12日に新型コロナウイルス感染が確認された。
2024年9月10日、立憲民主党は広瀬の辞職に伴う10月27日実施の補欠選挙に木戸口を擁立すると決定した。投開票の結果、新人4人を破り返り咲きを果たした。この選挙で自民党は広瀬が秘書給与詐取事件で辞職した経緯を踏まえ、候補者擁立を見送った。

## 政策・主張

### 憲法
- 憲法改正について、2016年のアンケートで「どちらかと言えば賛成」と回答[20]。2022年のNHKのアンケートで「反対」と回答[21]。

- 9条改憲について、2016年の毎日新聞社のアンケートで「反対」と回答[22]。2022年の毎日新聞社のアンケートで「反対」と回答[23]。9条への自衛隊の明記について、2022年のNHKのアンケートで「反対」と回答[21]。

- 憲法を改正し緊急事態条項を設けることについて、2022年のNHKのアンケートで「反対」と回答[21]。

### 外交・安全保障
- 「他国からの攻撃が予想される場合には先制攻撃もためらうべきではない」との問題提起に対し、2016年のアンケートで「どちらとも言えない」と回答[20]。

- 敵基地攻撃能力を持つことについて、2022年のNHKのアンケートで「反対」と回答[21]。

- 「北朝鮮に対しては対話よりも圧力を優先すべきだ」との問題提起に対し、2016年のアンケートで「どちらとも言えない」と回答[20]。

- 安全保障関連法の成立について、2016年の毎日新聞社のアンケートで「廃止すべき」と回答[22]。

- 普天間基地の移設問題について、2016年の毎日新聞社のアンケートでは回答しなかった[22]。普天間基地の辺野古移設について、2022年の毎日新聞社のアンケートで「反対」と回答[23]。

- ロシアは2022年2月24日、ウクライナへの全面的な軍事侵攻を開始した[24]。日本政府が行ったロシアに対する制裁措置についてどう考えるかとの問いに対し、2022年のNHKのアンケートで「さらに強めるべきだ」と回答[21]。同年の毎日新聞社のアンケートで「制裁をより強めるべきだ」と回答[23]。

- 2022年6月7日、政府は経済財政運営の指針「骨太方針」を閣議決定した。NATO加盟国が国防費の目標としている「GDP比2％以上」が例示され、防衛力を5年以内に抜本的に強化する方針が明記された[25]。「防衛費を今後どうしていくべきだと考えるか」との問いに対し、2022年のNHKのアンケートで「今の程度でよい」と回答[21]。

- 徴用工訴訟問題や慰安婦問題などをめぐり日韓の対立が続くなか、関係改善についてどう考えるかとの問いに対し、2022年の毎日新聞社のアンケートで「互いに譲歩すべきだ」と回答[23]。

### ジェンダー
- 選択的夫婦別姓制度の導入について、2016年のアンケートで「どちらかと言えば賛成」と回答[20]。2022年のNHKのアンケートで「賛成」と回答[21]。

- 同性婚を可能とする法改正について、2016年のアンケートで「どちらとも言えない」と回答[20]。2022年のNHKのアンケートで「賛成」と回答[21]。

- クオータ制の導入について、2016年のアンケートで「どちらかと言えば賛成」と回答[20]。2022年のNHKのアンケートで「賛成」と回答[21]。

### その他
- 永住外国人への地方参政権付与について、2016年のアンケートで「どちらかと言えば賛成」と回答[20]。

- 首相の靖国神社参拝について、2016年のアンケートで「どちらとも言えない」と回答[20]。

- 「治安を守るためにプライバシーや個人の権利が制約されるのは当然だ」との問題提起に対し、2016年のアンケートで「どちらかと言えば反対」と回答[20]。

- 「原子力発電所は日本に必要だと思うか」との問いに対し、2016年の毎日新聞社のアンケートで「必要ない」と回答[22]。

- 2016年の米国大統領選挙について「ドナルド・トランプとヒラリー・クリントンのどちらを支持するか」との問いに対し、2016年の毎日新聞社のアンケートで「どちらとも言えない」と回答[22]。

- 2016年2月8日、高市早苗総務大臣は、放送局が政治的公平性を欠く放送を繰り返した場合、放送法4条違反を理由に電波停止を命じる可能性に言及した[26][27]。安倍晋三首相は2月15日の衆議院予算委員会で野党の批判に反論し、高市の発言を擁護した[28]。政府の姿勢をどう思うかとの問いに対し、2016年の毎日新聞社のアンケートで「問題だ」と回答[22]。

- 国会議員の被選挙権年齢の引き下げについて、2022年の毎日新聞社のアンケートで「賛成」と回答[23]。

- 受動喫煙防止を目的に飲食店などの建物内を原則禁煙とする健康増進法改正に賛成。2016年の参院選に先駆けて行われた受動喫煙防止についての公開アンケートにおいて、レストランやバーを含む一般市民が出入りする場所は、2020年までに「罰則付きの禁煙とするべきである」と回答している[29]。

## 人物
- 家族は母、妻。
- 尊敬する人物は原敬。
- 好きなスポーツはバレーボール。中学校、高校、大学でバレーボールに打ち込み、木戸口本人によればチームでの立場は一貫して副主将だった[2]。

## 選挙歴
| 当落 | 選挙                     | 執行日         | 年齢 | 選挙区       | 政党       | 得票数     | 得票率 | 定数 | 得票順位 /候補者数 | 政党内比例順位 /政党当選者数 |
| ---- | ------------------------ | -------------- | ---- | ------------ | ---------- | ---------- | ------ | ---- | ------------------ | ---------------------------- |
| 当   | 2003年岩手県議会議員選挙 | 2003年4月13日  | 39   | 花巻市選挙区 | 自由党     | 1万309票   | 21.83% | 3    | 1/6                | /                            |
| 落   | 2007年岩手県議会議員選挙 | 2007年4月8日   | 43   | 花巻市選挙区 | 民主党     | 8450票     | 14.02% | 4    | 6/6                | /                            |
| 当   | 第24回参議院議員通常選挙 | 2016年07月10日 | 52   | 岩手県選挙区 | 無所属     | 32万8555票 | 53.34% | 1    | 1/3                | /                            |
| 落   | 第26回参議院議員通常選挙 | 2022年07月10日 | 58   | 岩手県選挙区 | 立憲民主党 | 24万2174票 | 43.20% | 1    | 2/5                | /                            |
| 当   | 第26回参議院議員補欠選挙 | 2024年10月27日 | 61   | 岩手県選挙区 | 立憲民主党 | 33万4914票 | 65.94% | 1    | 1/5                | /                            |